# La fitta sassaiola dell'ingiuria
La fitta sassaiola dell'ingiuria è un singolo del rapper italiano Caparezza, pubblicato nel 2000 come secondo estratto dal primo album in studio ?!.

## Descrizione
È stata realizzata grazie alla collaborazione di Angelo Branduardi, che ha autorizzato il campionamento di una strofa della sua Confessioni di un malandrino, a sua volta ispirata a una poesia di Sergej Aleksandrovič Esenin intitolata Confessioni di un teppista: la strofa contiene il titolo del brano di Caparezza. La "capigliatura" citata in questo frammento di testo è comune denominatore dei due artisti, entrambi noti per portare da sempre una folta chioma. L'arpeggio di chitarra della versione originale apre il brano per poi mescolarsi con i suoni tipici della musica hip hop. Un'ulteriore strofa viene campionata in finale di canzone.
Una prima versione del brano realizzata in collaborazione con DJ Jan venne precedentemente inserita nel demo Con Caparezza... nella monnezza, uscito nel 1999.

## Video musicale
Il video, diretto da Francesco Cabras, è stato girato in Giordania (sono infatti riconoscibili in esso Petra e il deserto del Uadi Rum) e ha come protagonisti Caparezza, lo stesso Cabras (che interpreta il diavolo) e Daniele Prato (che interpreta il prete).

## Tracce
1. La fitta sassaiola dell'ingiuria (Radio Version) – 3:26
2. La fitta sassaiola dell'ingiuria (Album Version) – 4:08

## Formazione
Hanno partecipato alle registrazioni, secondo le note di copertina di ?!:
- Caparezza – voce, basi, produzione
- DJ Jan – scratch
- Daniele Saracino – registrazione, missaggio